# Maar Shurin
Maar Shurin (tiếng Ả Rập: معرشورين, cũng đánh vần Maarshurin) là một ngôi làng ở phía tây bắc Syria, một phần hành chính của huyện Maarrat al-Nu'man của Tỉnh Idlib. Theo Cục Thống kê Trung ương Syria, Maar Shurin có dân số 7,487 trong cuộc điều tra dân số năm 2004. Cư dân của nó chủ yếu là người Hồi giáo Sunni. Các địa phương gần đó bao gồm Maarrat al-Nu'man ở phía tây, Babila ở phía bắc, al-Ghadqah ở phía đông, và Maar Shamshah và Talmenes ở phía nam.